# Tommy Sandlin
Tommy Sandlin (* 31. März 1944 in Hemlingby bei Gävle; † 27. Dezember 2006 ebenda) war ein schwedischer Eishockeyspieler und -trainer, der als „Eishockeyprofessor“ bezeichnet wurde.

## Karriere
Tommy Sandlin spielte beim Gävle GIK Eishockey und fing früh an, Jugendmannschaften zu trainieren. 1968 wurde er Cheftrainer seines Heimatvereins, der zu diesem Zeitpunkt in der zweitklassigen Division 2 spielte. Ein Jahr später wechselte er zum Lokalrivalen Brynäs IF, den er bis  1977 zu fünf schwedischen Meisterschaften führte. 1977 wechselte er innerhalb der Elitserien zu MODO Hockey, mit dem er 1979 erneut schwedischer Meister wurde.
Parallel trainierte er zwischen 1978 und 1980 die schwedische Eishockeynationalmannschaft, mit der er die Bronzemedaille bei der Eishockey-Weltmeisterschaft 1979 sowie die olympische Bronzemedaillen 1980 gewann. Nach diesen Erfolgen trainierte er bis 1983 MODO Hockey, ehe vom IF Björklöven verpflichtet wurde. 1986 wurde er erneut Nationaltrainer und führte die Auswahlmannschaft bei der Eishockey-Weltmeisterschaft 1987 zur ersten Goldmedaille seit 25 Jahren. Er blieb bis 1990 Cheftrainer der Tre Kronors und gewann mit diesen die olympische Bronzemedaille  1988 sowie die Silbermedaille bei der Eishockey-Weltmeisterschaft 1990.

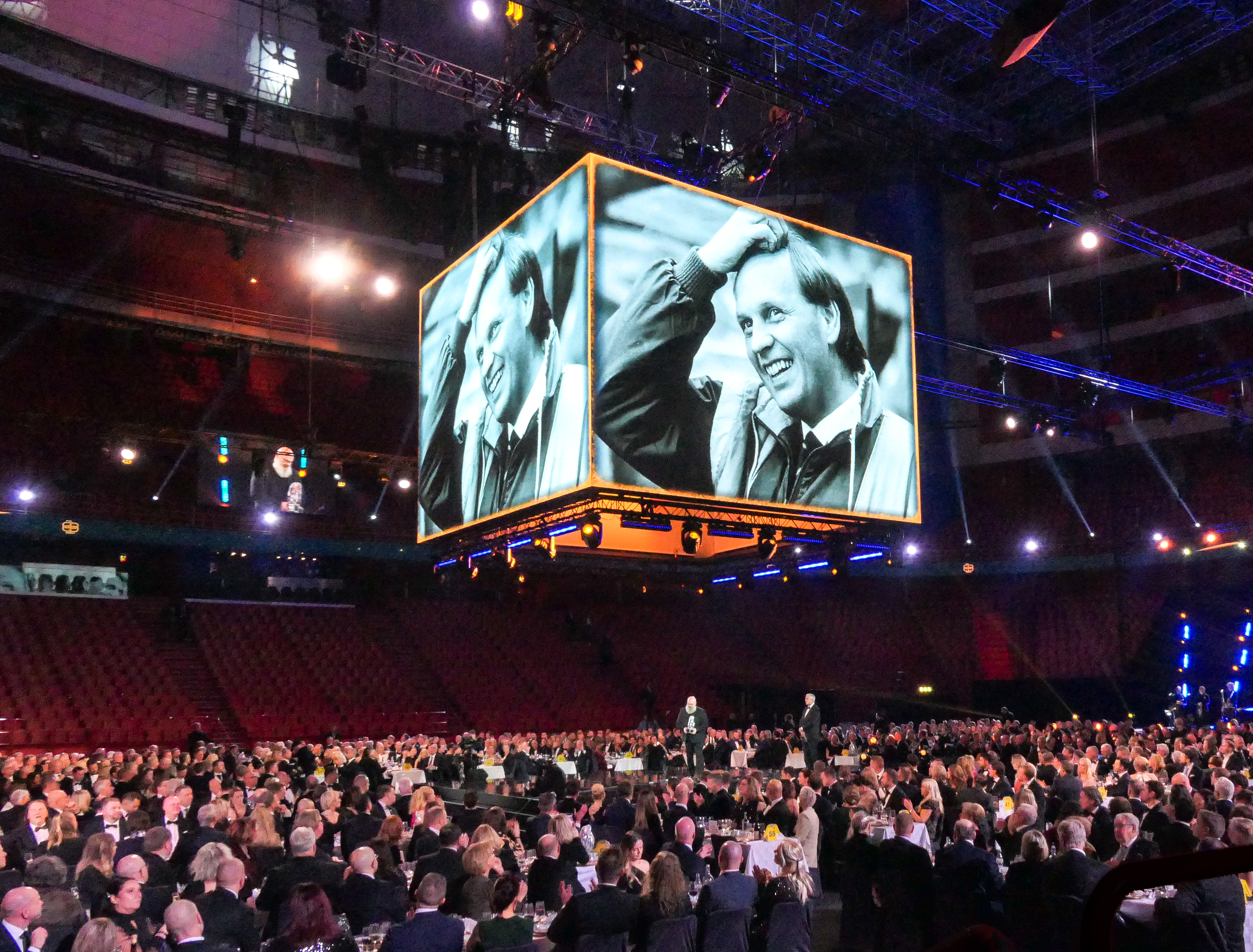
Tommy Sandlin wurde im November 2022 posthum als Trainer aller Zeiten ausgezeichnet

In der Saison 1990/91 trainierte er wieder den IF Björklöven in der Division I, eher zum Brynäs IF zurückkehrte. 1993 gewann er mit dem Verein die Meisterschaft und erreichte 1995 erneut das Playoff-Finale. In der Saison 1996/97 betreute er die Juniorenmannschaft des Vereins, die an der SuperElit teilnahm.
Zwischen 1998 und 2000 war er Cheftrainer beim Mora IK, mit dem er den Aufstieg aus der Division I in die HockeyAllsvenskan schaffte. Im Sommer 2001 wurde er vom Leksands IF als Cheftrainer verpflichtet, aber Mitte der folgenden Spielzeit entlassen und durch Jarmo Tolvanen ersetzt. Daraufhin wechselte Sandlin zum AIK Solna aus der Elitserien, wo er Kari Jalonen ablöste.
Zwischen 2002 und 2004 trainierte er den Tierp HK aus der Division I, ehe er im Sommer 2004 Cheftrainer der  Trondheim Black Panthers wurde. Im Dezember 2006 trat er aus gesundheitlichen Gründen von seinem Posten zurück, nachdem er einen Herzinfarkt erlitten hatte. An den Folgen des Infarkts verstarb Sandlin am 27. Dezember 2006 in seinem Wohnhaus. Er hinterließ seine Frau, drei Erwachsene Kinder und vier Enkelkinder.

## Erfolge und Auszeichnungen
- 1970 Schwedischer Meister mit Brynäs IF
- 1971 Schwedischer Meister mit Brynäs IF
- 1972 Schwedischer Meister mit Brynäs IF
- 1976 Schwedischer Meister mit Brynäs IF
- 1977 Schwedischer Meister mit Brynäs IF
- 1979 Bronzemedaille bei der Weltmeisterschaft
- 1979 Schwedischer Meister mit MODO Hockey
- 1980 Bronzemedaille bei den Olympischen Winterspielen
- 1987 Goldmedaille bei der Weltmeisterschaft
- 1988 Bronzemedaille bei den Olympischen Winterspielen
- 1990 Silbermedaille bei der Weltmeisterschaft
- 1992 Årets Coach (Trainer des Jahres in der Elitserien)
- 1993 Schwedischer Meister mit Brynäs IF
- 1992 Årets Coach
- 1995 Schwedischer Vizemeister mit Brynäs IF